# Boccalino

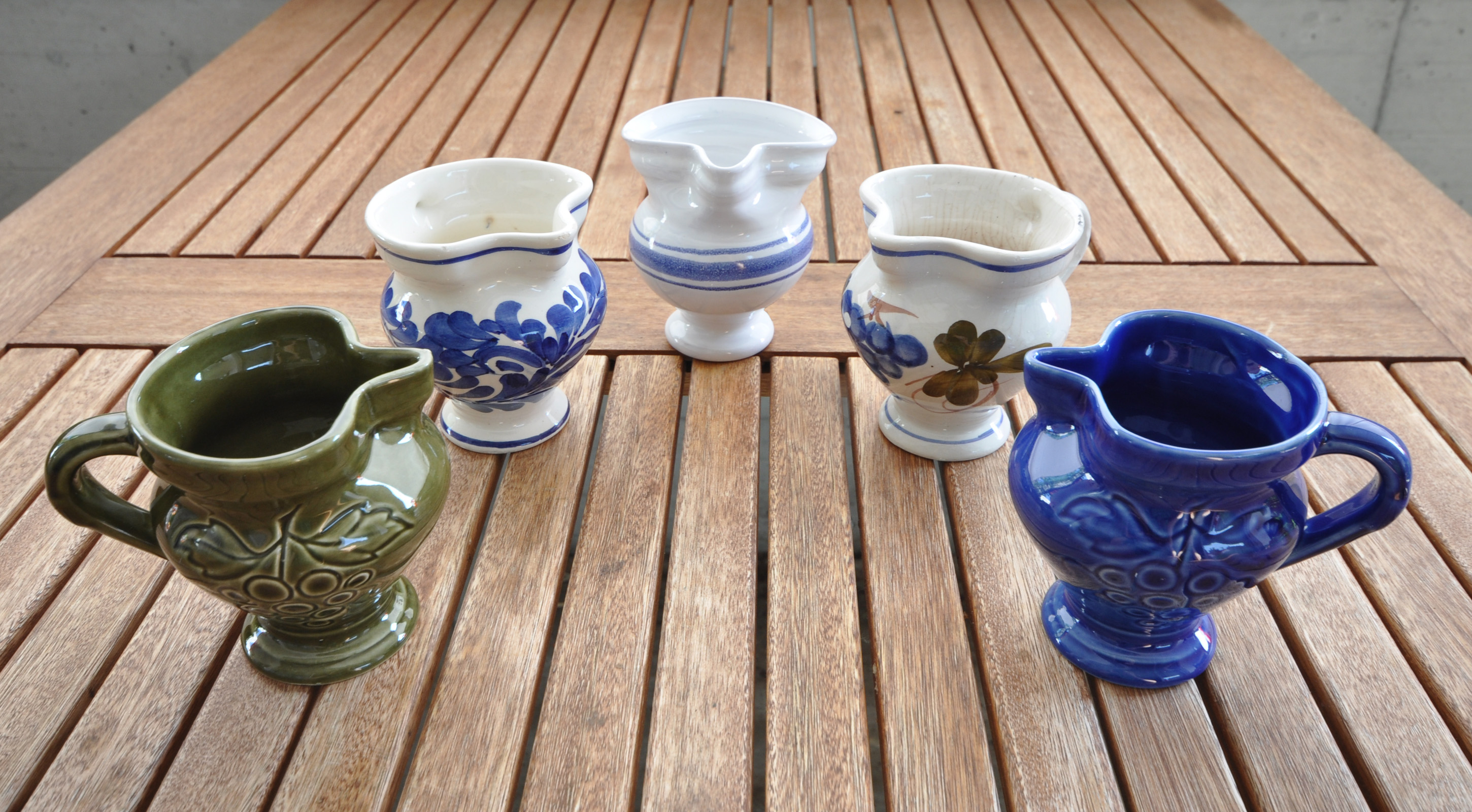
Fünf Boccalini

Der Boccalino (Diminutiv zu ital. boccale, dt. „Krug“) ist ein Weintrinkgefäss aus dem Tessin mit einem Volumen von rund zwei Dezilitern. Aus dem Boccalino wird traditionell der Tessiner Landwein (Nostrano) getrunken. Manchmal wird der Wein mit Gassosa gemischt. In den 1950er-Jahren bekam er als beliebtes Souvenir und Werbesujet für das Tourismusgebiet Tessin schweizweite Bekanntheit. Er wurde auch ein Namensgeber für etliche Tessiner Grotti und Schweizer Restaurants. In den 1970ern kam er dagegen bereits wieder aus der Mode, weil er als Symbol des Massentourismus galt.
Der Krug ist eine verkleinerte Variante eines früheren italienischen Weinmasses mit seiner charakteristischen Form. Der Boccalino ist ein bauchiges glasiertes Tongefäss mit einem Fuss, einem Henkel und einem Schnabel. Die diversen aufgemalten oder ausgeformten Verzierungen können schlichte blaue und rote, ringförmige Bänder um den Bauch, den Fuss oder den Bechermund herum sein oder auch konkrete Tessiner Motive (Gebäude, Denkmäler) oder auch schlichte Weinmotive (Weintrauben und -blätter) darstellen.
Boccalini wurden früher im Kanton Tessin von Hand hergestellt und dabei individuell bemalt. Der letzte ansässige Hersteller schloss seine Produktionsstätte in Noranco im Juni 2008. Bereits zu diesem Zeitpunkt stammten 95 % der im Tessin verkauften Boccalini aus den grossen italienischen Keramikfabriken.